# Tzinejá Uno
Tzinejá Uno är en ort i Mexiko.   Den ligger i kommunen Huehuetlán och delstaten San Luis Potosí, i den centrala delen av landet, 240 km norr om huvudstaden Mexico City. Tzinejá Uno ligger 305 meter över havet och antalet invånare är 630.
Terrängen runt Tzinejá Uno är huvudsakligen kuperad, men åt sydväst är den bergig. Runt Tzinejá Uno är det ganska tätbefolkat, med 207 invånare per kvadratkilometer. Närmaste större samhälle är Tancanhuitz de Santos, 3,5 km norr om Tzinejá Uno. I omgivningarna runt Tzinejá Uno växer huvudsakligen savannskog.